# Glee: The Music, The Christmas Album
Glee: The Music, The Christmas Album er den fjerde soundtrack album fra castet bag den amerikanske musical-tv-serie Glee. Albummet blev udgivet den 9. november 2010 og ledsager anden sæsons juleepisode "A Very Glee Christmas", der blev vist den 7. december 2010. Dante Di Loreto og Brad Falchuk fungere som albummets executive producers. Den kritisk modtagelse har været blandede, med hovedparten af de professionelle vurderinger roste coverversionen af "Baby, It's Cold Outside" udført af Chris Colfer og gæstestjerne Darren Criss, samt vokalen af Lea Michele og Amber Riley, men satte spørgsmålstegn ved ordningerne af nogle de andre spor. Albummet debuterede på den øverste position på Billboard Soundtracks Hitlisten, samt toppede som nummer tre på Billboard 200.

## Baggrund
Seks af sangene på albummet høres i "A Very Glee Christmas", en juleepisode, som vises den 7. december 2010 på FOX som den sidste episode for året. Sporene er "We Need a Little Christmas", "You're a Mean One, Mr. Grinch", "Merry Christmas Darling", "Baby, It's Cold Outside", "Last Christmas", og "The Most Wonderful Day of the Year". Coveret af Wham!'s "Last Christmas" blev tidligere udgivet den 24. november 2009 som et velgørenhedsbidrag, udelukkende for iTunes Store. En en del af indtjeningen gik til Grammy Foundation til at finansiere skolernes uddannelser. Den blev aldrig brugt i en af sæson et's episoder, og markerede den første optræden af sangen på Billboard Hot 100 som nummer 63. Det kom også på den australske Singlehitliste som nummer 60, på den canadiske Hot 100 liste som nummer 46, og på Billboard Adult Contemporary hitliste som nummer 27. På Billboard ' s Holiday Songs hitliste, der måler salg og airplay, kom "Last Christmas" på en 20. plads for 2009 feriesæsonen.
Albummets officielle trackliste blev afsløret i en pressemeddelelse den 26. oktober 2010. Den canadiske singer-songwriter k.d. lang synger med Matthew Morrison på nummeret "You're a Mean One, Mr. Grinch", synget med den oprindelige tekst i modsætning til tv-version, som ændrede åbningen fra "Mr. Grinch" til "Sue the Grinch". Derudover synger gæststjerne Darren Criss på "Baby, It's Cold Outside". Et julekort fra Glee byder på castet i julesweatere. Kortet blev frigivet for at ledsage albummet.

## Kritisk modtagelse
| Kilde                   | Rating    | Ref.   |
| ----------------------- | --------- | ------ |
| About.com               | ****-     | [ 15 ] |
| Allmusic                | ***--     | [ 16 ] |
| The Detroit News        | (B)       | [ 17 ] |
| Entertainment Weekly    | (B +)     | [ 18 ] |
| Ottawa Citizen          | (Positiv) | [ 19 ] |
| Philadelphia Daily News | (C +)     | [ 20 ] |
| Vanity Fair             | (Blandet) | [ 21 ] |

Glee: The Music, The Christmas Album blev mødt med blandet kritik ved dens udgivelse. Journalister for The Detroit News roste åbningstracket "We Need a Little Christmas" og gav en B-rating for hvad de mente var Glee's bedste album hidtil. Andrew Leahey fra allmusic gav albummet tre ud af fem stjerner, ikke overrasket over de sange, der "udføres i Glee's velkendte Broadway-pop stil". Han nød "Baby, It's Cold Outside" og dens uortodoksi for at have en duet mellem to mænd - Chris Colfer og gæstestjernen Darren Criss - som "en forfriskende vovet træk fra Fox TV". Tanner Stransky fra Entertainment Weekly noteret det som en standout track på albummet, og det samme gjorde About.com's Bill Lamb, og kalder det "charme-fyldt", og E! Online's Jennifer Arrow, bruger ordet "fantastisk". Stransky gav The Christmas Album en B + rating, kalder det "rigeligt glad, i det fjollet, Kidz Bop-for-voksne måde."  Han kaldte også Amber Riley's udgave af "Angels We Have Heard on High" for "skyhøje", mens Arrow anså det for "fantastisk". Lea Michele's vokal på "O Holy Night" blev komplimenteret af både Arrow og Leahey, mens den sidstnævnte sammenlignede dem med Kristin Chenoweth. Bruce Ward skrevet for Ottawa Citizen kunne ikke lide sangen, og mente sangen var ubehageligt langsom.
Lamb gav albummet fire stjerner, og kalder det "en varig samling" af "solid ferie musik", og var henrykt over den animerede "Deck the Rooftop", en blanding af " Deck the Halls" og "Up on the House Top". Ward var enig, men Leahey satte spørgsmålstegn ved arrangement af denne "urban mash-up ", og det blev til en sang, der vil blive varetaget af en Disney skuespillerinde. Vanity Fair''s Brett Berk besluttet at albummet "ikke var i stand til at blive kategoriseret som god eller dårlig" og overlader det til lytteren at afgøre om hvad de "tolv søde spor" er. Skrevet for New York Post, tænkte Jarett Wieselman at albummet samlet lød som soundtracket til en reklame for Gab , men roste vokalarbejde af Colfer, Michele, og Riley. Jonathan Takiff skrev i Philadelphia Daily News at han følte at sporene var for kunstig og var skuffet over at castet ikke dækker flere sange uden for rammerne af popmusik. Kyle Buchanan fra New York beklagede, at Jane Lynch ikke var den der sang "You're a Mean One, Mr. Grinch", og kalder det en "forspildt mulighed", mens Wieselman var forvirret om Lang deltagelse på tracket, og gad vide om tidligere gæstestjerne Olivia Newton-John ville have været et bedre valg.

## Ydeevne på hitlisterne
Albummet debuterede som nummer otte på Billboard 200 i ugen med den 24. november 2010, med 161.198 solgte eksemplarer, og coverversionen af "O Holy Night" debuterede den uge som nummer et på Holiday Digital Songs hitlisten. Også den uge, debuterede albummet som nummer tre på den canadiske albumhitliste og solgte 16.000 eksemplarer. Den følgende uge, faldt albummet to pladser i USA, med et salg på 108.000, men holdt samme plads i Canada med 18.000 solgte eksemplarer. Glee: The Music, The Christmas Album toppede i både Australien og Irland som nummer tretten, i New Zealand som nummer 32, og i Nederlandene som nummer 50  Glee: The Music, The Christmas Album debuterede på den britiske albumhitliste, som nummer 37 d. 11 december 2010  Den 15. december 2010, klatrede album op til plads nummer et i Canada, med et samlet salg på 81.000 eksemplar.. Den også nåede sit højeste punkt på de amerikanske hitlister som nummer tre, der sælger 193.000 eksemplarer den uge. Albummet blev certificeret platin med en million i salg, og er demed Glee's næstbedste sælgende album efter deres debut.
"We Need a Little Christmas" debuterede på Billboard's Adult Contemporary d. 6. december 6 2010 nummer tyve. "Deck the Rooftop" debuterede på samme hitliste en uge senere som nummer 29, og samme gjorde "The Most Wonderful Day of the Year" ugen efter som nummer 28.

## Spor
| Nr  | Titel                                | Forfatter (e)                     | Original kunstner                                                          | Længde |
| --- | ------------------------------------ | --------------------------------- | -------------------------------------------------------------------------- | ------ |
| 1.  | "We Need a Little Christmas"         | Jerry Herman                      | Angela Lansbury i musicalen Mame                                           | 2:45   |
| 2.  | "Deck the Rooftop"                   | Traditional/Benjamin Hanby        | Traditional/Benjamin Hanby                                                 | 2:32   |
| 3.  | "Merry Christmas Darling"            | Frank Pooler og Richard Carpenter | The Carpenters                                                             | 3:04   |
| 4.  | "Baby, It's Cold Outside"            | Frank Loesser                     | Frank Loesser og Lynn Garland                                              | 2:48   |
| 5.  | "The Most Wonderful Day of the Year" | Johnny Marks                      | Videocraft Chorus for den animerede tv special Rudolf med den røde tud     | 2:02   |
| 6.  | "Last Christmas"                     | George Michael                    | Wham!                                                                      | 3:37   |
| 7.  | "God Rest Ye Merry Gentlemen"        | Traditional                       | Traditional                                                                | 3:11   |
| 8.  | "O Christmas Tree"                   | Traditional                       | Traditional                                                                | 3:02   |
| 9.  | "Jingle Bells"                       | James Pierpont                    | Edison Male Quartette                                                      | 2:56   |
| 10. | "You're a Mean One, Mr. Grinch"      | Albert Hague og Ted Geisel        | Thurl Ravenscroft for den animerede tv-special Grinchen - Julen er stjålet | 3:20   |
| 11. | "Angels We Have Heard on High"       | Traditional                       | Traditional                                                                | 4:24   |
| 12. | "O Holy Night"                       | Traditional                       | Traditional                                                                | 5:01   |

## Personale
| - Dianna Agron – vokal - Adam Anders – arranger, digital editing, lydtekniker, producer, soundtrack producer, vocal arrangement, vokal - Alex Anders – digital editing, engineer - Nikki Anders – vocals - Peer Åström – arranger, lydtekniker, mixing, producer - Kala Balch – vokal - Dave Bett – art direction - PJ Bloom – musik supervisor - Ravaughn Brown – vokal - Geoff Bywater – executive in charge of music - Deyder Cintron – assistant engineer, digital editing - Chris Colfer – vokal - Kamari Copeland – vokal - Darren Criss – vokal - Tim Davis – vocal arrangement, vocal contractor, vokal - Dante Di Loreto – soundtrack executive producer - Brad Falchuk – soundtrack executive producer - Heather Guibert – Koordination - Missi Hale – vokal - Jon Hall – vokal - Nikki Hassman – lydtekniker - Jerry Herman – komponist - Tobias Kampe-Flygare – assistent lydtekniker - k.d. lang – vokal - Storm Lee – vokal - Frank Loesser – komponist | - David Loucks –vokal - Jane Lynch – vokal - Meaghan Lyons – koordination - Dominick Maita – mastering - Johnny Marks – komponist - Maria Paula Marulanda – art direction - Jayma Mays – vokal - Kevin McHale – vokal - George Michael – komponist - Lea Michele – vokal - Cory Monteith – vokal - Heather Morris – vokal - Matthew Morrison –vokal - Ryan Murphy – producer, soundtrack producer - Chord Overstreet – vokal - Martin Persson – arrangør, orchestration, programming - Stefan Persson – horn arrangementer - Nicole Ray – production, koordination - Amber Riley – vokal - Naya Rivera – vokal - Mark Salling – vokal - Onitsha Shaw – vokal - Jenny Sinclair – koordination - Kerstin Thörn – stryger arrangementer - Jenna Ushkowitz – vokal - Windy Wagner – vokal |

## Hitlister og certificeringer
| Hitliste (2010)                  | Top position |
| -------------------------------- | ------------ |
| Australian Albums Chart          | 13           |
| Canadian Albums Chart            | 1            |
| Dutch Albums Chart               | 50           |
| Irish Albums Chart               | 13           |
| New Zealand Albums Chart         | 32           |
| UK Albums Chart                  | 37           |
| U.S.A Billboard 200              | 3            |
| U.S.A Holiday Albums (Billboard) | 2            |
| U.S.A Soundtracks (Billboard)    | 1            |

| Hitliste (2011)       | Position |
| --------------------- | -------- |
| Canadian Albums Chart | 12       |
| USA Billboard 200     | 20       |

| Land       | Certifikation |
| ---------- | ------------- |
| Australien | Guld          |
| Irland     | Gold          |
| USA        | Platin        |

## Udgivelse historie
| Land           | Udgivelsesdato    | Format(er)           |
| -------------- | ----------------- | -------------------- |
| Tyskland       | 9. november 2010  | CD                   |
| Australia      | 16. november 2010 | download             |
| Canada         | 16. november 2010 | download             |
| Mexico         | 16. november 2010 | download             |
| Irland         | 16. november 2010 | download             |
| Nederlandene   | 16. november 2010 | download             |
| Schweitz       | 16. november 2010 | download             |
| USA            | 16. november 2010 | CD, digital download |
| Australien     | 19. november 2010 | CD                   |
| Irland         | 19. november 2010 | Digital download     |
| Taiwan         | 19. november 2010 | CD                   |
| Danmark        | 22. november 2010 | Digital download     |
| Finland        | 22. november 2010 | Digital download     |
| New Zealand    | 22. november 2010 | Digital download     |
| Norge          | 22. november 2010 | Digital download     |
| Portugal       | 22. november 2010 | Digital download     |
| Spanien        | 23. november 2010 | Digital download     |
| Storbritannien | 29. november 2010 | CD, digital download |
| Polen          | 6. december 2010  | CD                   |